# كريم سلامة
كريم سلامة (بالأحرف اللاتينية Kareem Salama) هو مغنّي موسيقى الريف (أي Country music) ومؤلف موسيقي أميركي من أصل مصري مسلم.
وُلِد كريم سلامة في بونكا سيتي بولاية أوكلاهوما، الولايات المتحدة عام 1978 ويغني ما يعتبر مزيجاً من موسيقى الريف (الكنتري) وموسيقى البوب وموسيقى الروك. هاجر أهله إلى الولايات المتحدة في الستينيات من القرن العشرين، وولد كريم هناك حيث تخرّج بإجازتين في الهندسة الكيميائية من جامعة أوكلاهوما وفي القانون من جامعة أيوا.
بدأ كريم سلامة بكتابة الموسيقى منذ صغره وجال في أميركا وأوروبا، وأصدر ألبومه الخاص الأول (بالإنجليزية: Generous Peace)‏ عام 2006 والعنوان ترجمة حرفية لاسمه باللغة العربية (كريم - Generous وسلامة - Peace) تبعه بألبوم ثاني بعنوان «هذه الحياة التي أعيشها» (بالإنجليزية: This Life of Mine)‏ عام 2007. تحدّثت عنه كبريات الصحف والوسائل الإعلامية بمقالات رئيسية ومنها «نيو يورك تايمز»، «كريسشان ساينس مونيتور» و«ريدرز دايجست» وأجريت معه مقابلات مباشرة على الهواء على قنوات «فوكس نيوز» و«سكاي نيوز»، حيث تحدّث عن التزامه الديني وعدم تعارض ذلك مع القِيَم الأميركية والغربية، وكان من الضيوف على مائدة الرئيس الأميركي باراك أوباما حيث أبدى إعجابه بأغانيه.
يتعاون كريم سلامة مع المنتج والعازف الأميركي اليوناني الأصل أريستوتل ميهالوبولوس، كما وقّع عقدا مع شركة الإسطوانات (بالإنجليزية: LightRain Records)‏.
وأصدر كريم سلامة بداية عام 2010 أول أغنية «منفرد» بعنوان "Generous Peace"، وهو مأخوذ من ألبومه الأول الذي يحمل ذات العنوان، والسبنغل بطريقة EP يتضمن نسخة الإنجليزية بالكامل ونسخة مزدوجة اللغة بالإنجليزية والعربية للأغنية.

## تغطية إعلامية
- في مارس / آذار 2008، أجرت محطة مقابلة معه في برنامج «من أميركا» مع المقدّمة جهان منصور حيث أدّى أيضا عددا من أغانيه يرافقه العازف أريستوتل ميهالوبولوس [2][3]
- في 9 مايو/أيار، أجرت معه محطة «فوكس نيوز» مقابلة حول رأيه بمختلف القضايا التي تهم المسلمين الأميركيين وعلاقاتهم مع بقية المواطنين[4]
- في 13 يوليو / تموز 2007، أجرى المذيع آدم بولتون مقابلة مع كريم سلامة على محطة «سكاي» في عرض «سكاي نيوز»[5]
- في ديسمبر / كانون الأول 2007، أجري تحقيق للرأي مع ألفي مسلم أميركي حول ما يريدون قوله للعالم. بعض هذه الآراء عرضت في فيديو كليب حيث استعملت المخرجة لينا خان أغنية (بالإنجليزية: A Land Called Paradise)‏ لكريم سلامة لتقديم الآراء.

## الألبومات
- 2006: Generous Peace
- 2007: This Life of Mine
- 2011: City of Lights

## أغاني
- 2010: Generous Peace EP [ . على يوتيوب
  - والنسخة الإنجليزية العربية المختلطة . على يوتيوب
- 2011: Makes Me Crazy . على يوتيوب
- 2011: Be Free Now باشتراك Kelley Peters . على يوتيوب
- 2011: 1980 Something باشتراك The WitWits . على يوتيوب

## وصلات خارجية
- Kareem Salama الموقع الرسمي لكريم سلامة
- Kareem Salama موقع MySpace
- Kareem Salama موقع YouTube
- موقع Facebook  على فيسبوك.